# Menocchio
Domenico Scandella, também conhecido por Menocchio, era um moleiro nascido em 1532 na vila de Montereale, 25 quilômetros ao norte de Pordenone, Itália (não confundir com a atual Montereale). Foi influenciado pela Reforma Protestante, que o impulsionou a questionar os dogmas e sacramentos da Igreja católica. Em pleno curso da Reforma Católica ou Contra Reforma, seus ensinamentos filosóficos e suas interpretações das Escrituras ( tradução vulgar ) renderam-lhe a qualificação de herege durante a Inquisição, sendo finalmente torturado e morto na fogueira em 1599, aos 67 anos, sob as ordens do Papa Clemente VIII. Ele é tema do livro do historiador italiano Carlo Ginzburg, O Queijo e os Vermes, refletindo sobre as teorias de Menocchio e a sociedade em que ele viveu e que as construiu, como uma faceta da história social/micro-história.

## Mais informações
"Chamava-se Domenico Scandella, conhecido por Menocchio. Nascera em 1532 (quando do primeiro processo declarou ter 52 anos), em Montereale, uma pequena aldeia nas colinas do Friuli, a 25 quilômetro de Pordenone, bem protegida pela montanhas. Era casado e tinha sete filhos; outros quatro haviam morrido. Declarou ao cônego Giambattista Maro, vigário-geral do inquisitor de Arquiléia e Concódia, que sua atividade era 'de moleiro, carpinteiro, marceneiro, pedreiro e outras coisas'. Mas era principalmente moleiro; usava as vestimentas tradicionais de moleiro – veste, capa e capuz de lã branca. E foi assim, vestido de branco que se apresentou para o julgamento." (p.37)
"Em 28 de setembro de 1583, Menocchio foi denunciado ao Santo Ofício, sob acusação de ter pronunciado palavras “heréticas e totalmente ímpias sobre Cristo. Não se tratara de uma blasfêmia ocasional: Menocchio chegara a tentar difundir suas opiniões, discutindo-as (“praedicare et dogmatizare non erubescit”; ele não se envergonhava de pregar e dogmatizar). Este fato agravava muito a situação." (p.38)
Menocchio chega até nós pelas palavras do historiador Carlo Ginzburg. Este, por sua vez, usa dois processos da Inquisição. “A documentação dos dois processos abertos contra ele, distantes quinze anos um do outro, nós dá um quadro rico de suas ideias e sentimentos, fantasias e aspirações”(p. 16). Foi absorvido no primeiro processo, mas foi condenado à fogueira no segundo.
A acusação era de que Menocchio, introduzindo dogmas estranhos àqueles definidos pela Igreja, cometia o grave crime de heresia. Ele não só divergia da verdade católica, mas, por meio de seu entendimento das leituras, formulara um complexo sistema que contestava vários dogmas. Menocchio não só leu passivamente, demonstrou grande capacidade de reelaboração.
O Queijo e os Vermes
“Eu disse que segundo meu pensamento e crença tudo era um caos, isto é, terra, ar, água e fogo juntos, e de todo aquele volume em movimento se formou uma massa, do mesmo modo como o queijo é feito do leite, e do qual surgem vermes, e esses fora os anjos, A santíssima majestade quis que aquilo fosse Deus e os anjo, e entre todos aqueles anjos estava Deus, ele também criava daquela massa, naquele mesmo momento, e foi feito senhor com quatro capitães: Lúcifer, Miguel, Gabriel e Rafael. O tal Lúcifer quis se fazer de senhor, se comparando ao rei, que era a majestade de Deus, e por causa dessa soberba Deus ordenou que fosse mandado embora do céu com todos os seus seguidores e companhia. Esse Deus, depois, fez Adão e Eva e o povo em enorme quantidade para encher os lugares dos anjos expulsos. O povo não cumpria os mandamentos de Deus e ele mandou seu filho, que foi preso e crucificado pelos judeus.” E acrescentou: “Eu nunca disse que ele se deixara abater feito um animal, eu disse bem claro que se deixou crucificar e esse que foi crucificado era um dos filhos de Deus, porque todos somos filhos de Deus, da mesma natureza daquele que foi crucificado. Era homem como nós, mas com uma dignidade maior, como o papa hoje, que é homem como nós, mas com maior dignidade do que nós porque pode fazer. Aquele que foi crucificado nasceu de são José e da Virgem Maria” (pp. 43-44).
Menocchio,mediante a relação de uma cultura escrita com a cultura oral, formula uma cosmogonia própria que debateu com seus conterrâneos, com o pároco, com o vigário-geral e o inquisidor. Mais que isso: Menocchio aspirava comunicar aos príncipes e ao papa: “Meu espírito era elevado e desejava que existisse um mundo novo e um novo modo de viver, pois a Igreja não vai bem e não deveria ter tanta pompa.”(p.52)